# 산조역 (교토부)
산조역(일본어: 三条駅)은 일본 교토부 교토시 히가시야마구에 있는 게이한 전기 철도의 역이다. 역 번호는 KH40이다.

## 개요
예전에는 게이한 전기철도의 교토에서의 터미널 역인 것을 강조하기 위해서 "교토산조역"과 "산조교토역"라고 호칭한 것도 있었다.
당초에는 게이신 전기궤도의 산조 대교 역으로 개통하고 거기에 비와코 수로와 가모가와강에 낀 제방상을 북상하고 온 게이한 본선의 종점으로 산조 역 개업 이후에는 게이한 전기철도에 의하여 게이신 전기궤도의 흡수 합병으로 두 회사가 통합되는 경위를 거쳐왔다. 또한, 게이한 본선 고조 ~ 산조 역간은 원래 교토 시 전기사의 궤도법에 근거한 특허선이며 게이한 본선은 그 특허를 차용하고 노선을 개통시키면서 특허 차용 기한 마감 전후로는 특허 반환을 요구 시 의회의 일부 세력에 대한 대항 조치로서 게이신 선과의 일체성을 강조하는 운수 시책이 실시되는 등 게이한 본선 고조 ~ 산조 역간은 존속을 위해서 다양한 방안이 채택됐었다.
당역의 지상역 시절에는 게이한 본선이 가모가와강과 비와코 수로에 낀 곳에 입지하고 있었고, 게다가 용지의 소유권이 궤도 특허를 보유하는 회사는 교토 시 측에 있었기 때문에 지형의 자유로운 개조 변형이 못한 점 등에서 특히 게이한 본선 승강장 설치에는 여러 제약이 존재했었다. 그래서 수로상에 교량 구조의 기초부를 가설하고 그 위에 역사를 설치하고, 다시 4번 승강장을 가모가와강에 내민 설치하는 등 다양한 테두리 안에서 가능한 면적을 확보했던 특이한 배치였다. 또한, 60형 "비와코"호가 게이한 본선과 게이신 선의 사이에서 직통 운전을 실시한 것부터 두 노선 간에는 연결선이 매설되어 있다. 게이한 본선의 우등 열차 속도 향상으로 직통 열차가 폐지된 뒤에도 남아있었지만 1969년에 철거되었다. 다만, 연결선이 게이신 선 승강장과 직결되는 배치로 인하여 그 흔적은 게이신 산조 역 폐지까지 오랜 기간이 소요되었다.
당역은 오랫동안 게이한 본선 계통 종점 및 오쓰 방면에 연결되는 게이신 선의 기점으로 두 노선의 환승역으로서 또 인접한 산조 케이한 버스 터미널을 통해서 라쿠호쿠 방면으로의 환승역으로서 교토 시내의 교통망에서 중요한 역할을 해왔지만 그 한편으로는 산조도리를 경유하는 교토 시전의 노선이 존재하지 않았고, 그 노선망과 직접 접속이 없었기 때문에 연간 승하차 인원은 교토 시내 유수의 번화가인 기온이나 시조카와하라마치를 두었고 게다가, 전차나 버스의 기간 계통과 접속하며 입지가 우월한 기온시조 역이 항상 넘어섰고 오토 선 개통 및 지하철 도자이 선 개업에 따라 게이신 선 부분 폐지가 실시되고 이후에는 오토 선의 종점인 데마치야나기와 다름없는 승하차 인원으로 추이되고 있다.

## 역사
- 1912년
  - 8월 15일: 게이신 전기궤도(현, 게이한 게이신 선) 산조오하시역 임시 개통.
  - 12월 13일: 산조오하시 ~ 후루카와마치 역간 특허를 받고 정식 개통.
- 1915년 10월 27일: 게이한 전기철도 산조역 영업 개시.
- 1922년 12월 28일: 게이한 전기철도 산조 역의 확장 공사 완료[1].
- 1923년 2월 20일: 게이신 전기궤도의 산조오하시 역이 게이한 역 옆으로 이전(후에 게이신 산조 역으로 됨).
- 1925년 2월 1일: 게이신 전기궤도가 게이한 전기철도에 합병되면서 게이신 선의 소속이 됨.
- 1934년 9월 21일: 무로토 태풍으로 정전, 운휴. 24일 게이한 선 운행 재개, 27일 게이신 선 운행 재개[2].
- 1935년
  - 6월 29일: 가모가와강 수해로 인하여 게이한 선 플랫폼이 파손되면서 인접한 산조 대교도 붕괴 유실됨[3].
  - 7월 2일: 게이신 선 임시 복구, 운행 재개.
  - 7월 3일: 게이한 본선 임시 복구, 운행 재개.
- 1943년 10월 1일: 회사 합병으로 게이한신 급행전철(한큐 전철)의 역이 됨.
- 1949년
  - 10월 31일: 오전 9시 15분경 정차 중인 차내에서 아세틸렌 가스 발생기가 폭발하면서 토목과 직원 1명 즉사 승객 1명 경상[4].
  - 11월 1일: 게이신 선의 산조오하시 역을 게이한 본선 산조 역과 통합[1].
  - 11월 30일: 산조 종합 역 준공[1].
  - 12월 1일: 회사 분리로 다시 게이한 전기철도의 역이 됨.
- 1955년 10월 17일: 버스 센터 확장 공사 준공[1].
- 1958년 7월 15일: 미나미 버스 센터 개량 공사 준공[1].
- 1960년 8월 30일: 태풍 16호로 인한 가모가와강의 증수로 강 위에 내민 플랫폼의 일부 낙하[5].
- 1961년 3월 1일: 역 개찰구 내에 "상점가"가 개업함.
- 1963년
  - 4월 15일: 옛 문체 "산조"를 신자체의 "산조"로 표기 변경.
  - 8월 20일: 승강장 지붕, 기타 개조 공사 준공[1].
- 1966년 4월 1일: 산조 변전소 준공 및 사용 개시. 게이한의 첫 무인 변전소이다[6].
- 1968년 7월 7일: 4번 선 준공[1].
- 1969년 11월 6일: 게이한 본선과 게이신 선을 잇는 연결선 철거[7].
- 1981년 9월 7일: 1번 선 사용 정지[1].
- 1983년 1월: 게이한 본선 지하화 공사의 진전에 따라 다카야마 히코 크로상을 이전하고, 그 곳에 임시역사를 설치하여 사용 개시.
- 1987년
  - 4월 1일: 게이신 선의 산조 역을 게이신 산조역으로 역명 변경.
  - 5월 24일: 게이한 본선 산조 역 지하화. 게이신 선과 분단됨.
  - 7월 15일: 새벽에 발생한 집중 호우로 침수 사고, 당일 운휴.
- 1988년 9월 1일: 지하역사에서 당일 전면 금연화됨.
- 1989년
  - 3월 29일: 지하화 공사로 이전된 다카야마 히코 크로상을 공사 전의 산조 역 앞으로 되돌림[8].
  - 10월 5일: 게이한 오토 선(산조 ~ 데마치야나기 역간) 영업 개시. 게이한 본선과 게이한 오토 선과의 상호 직통 운전 개시. 사실상 중간역임.
- 1994년 3월 21일: 게이한 선의 역 사무소에 팩시밀리 서비스 개시[9].
- 1997년
  - 10월 12일: 게이신 선 게이신 산조 ~ 미사사기 역간 폐지에 따라 게이신 산조 역 폐지. 교토 시영 지하철 도자이 선에 산조케이한역이 개통하고 환승역이 됨.
  - 12월 19일: 게이한 역에 휠체어용 판자 배치[10].
- 1998년 8월 9일: 지하 1층 대합실에 게이한 교통사가 운영하는 "후라 Cafe" 영업 개시.
- 2003년
  - 7월 14일: 게이신 산조 역 철거지에 새로 지어진 복합 상업 시설 "KYOUEN"이 오픈.
  - 8월: 지하 1층 대합실에 인포 스테이션 신설.
- 2004년
  - 1월 24일: 대합실에 ATM설치 및 사용 개시.
  - 5월 31일: 게이신 선 게이신 산조 역 철거지가 정비되어 역전 광장의 사용 개시.
- 2007년
  - 6월 22일: 기계식 주차장 "에코 스테이션 21산조 KYOUEN" 운용 개시[11].
  - 7월 9일: 자동 정기 승차권 발행기의 도입에 따라 정기권 기계 폐쇄[12].
  - 11월 23일: 지하 1층 대합실에 편의점 "an3"와 베이커리 숍 "시즈야 "가 오픈함.
- 2010년
  - 4월 14일 ~ 6월 30일: 지하 대합실에서 "게이한 전철 개통 100주년 기념 패널전"을 개최함.
  - 7월 5일: 기계식 주차장 "에코 스테이션 21게이한산조히가시" 운용 개시.
  - 7월 22일: 자전거 전용 주차장인 "산조 KYOUEN 오토바이 주차장" 운용 개시.
- 2014년 6월 26일: 게이한 역 플랫폼에 이상 통보 장치 설치 및 사용 개시[13].
- 2015년
  - 7월 1일: 교토 시가 역전을 "방치 자전거의 철거 강화 구역"으로 지정함[14].
  - 11월 16일: 인포메이션 센터에 정기권 판매소를 설치함[15].
- 2016년
  - 3월 15일: 사고 정보 등을 실시간으로 알리는 "여객 안내 장치"를 설치함[16].
  - 3월 19일: 다이아 개정으로 중일 운용하던 나카노시마 ~ 데마치야나기 역간 보통 열차가 히라카타시까지의 운용 횟수가 줄고, 낮에는 특급과 준급만 정차하는 역이 됨. 이로써 히라카타시 ~ 데마치야나기 역간은 준급과 특급 밖에 운용되지 않게 됨.
  - 5월 29일: "KYOUEN"이 전점 폐점함.

## 역 구조
대피 설비를 갖는 섬식 승강장 2면 4선의 지하역에서 교토 시의 중심부를 잇는 시치조 ~ 데마치야나기 역간에서는 가장 규모가 크다. 개찰구와 대합실은 지하 1층, 승강장은 지하 2층에 있다. 개찰구는 북쪽 개찰구와 중앙 개찰구의 2곳 있고 지하 1층의 개찰구 내에는 게이 과자 등의 선물 가게, 의자와 테이블이 놓인 음식물의 자판기 코너가 있다.
장애인용 엘리베이터는 중앙구 출입구 남쪽에 2기 설치되어 대합실과 지상을 연결하는 것은 남북에 2개 있고 역 건물 내에 설치되어 있다. 그 외, 지하철 도자이 선 산조케이한 역의 엘리베이터도 사용 가능하다. 북쪽 개찰구 내 화장실에는 계단이 있지만 휠체어 사용 가능한 다목적 화장실은 중앙구 개찰 내에 설치되어 있으며, 지하철 도자이 선의 산조케이한 역은 지하 1층(대합실 층)의 개찰 외 연결 통로로 연결되어 있다.

### 승강장
| 번호 | 노선          | 방향 | 행선                                                 |
| ---- | ------------- | ---- | ---------------------------------------------------- |
| 1・2 | ■ 오토 선     | 상행 | 데마치야나기 방면                                    |
| 3・4 | ■ 게이한 본선 | 하행 | 주쇼지마・히라카타시・요도야바시・나카노시마 선 방면 |

- 오토 선 개통 이후에는 홀수 번선(1,3번선)을 주로 본선, 짝수 번선(2,4번선)을 대피선으로 배선이 되었다. 또한, 현재도 모든 승강장이 시조 방향으로 진입, 출발한다.
- 2016년 3월 19일의 다이어 개정으로, 상행선(데마치야나기 행)의 일부 열차에서의 완급 접속이 반대(쾌속 특급・특급・쾌속 급행 열차는 2번 선, 보통이 1번 선)이다.
- 전 플랫폼이 8량 편성 정차가 가능하고 발차 멜로디가 도입되었다.

## 이용 현황
최근 1일 이용객 수의 추이는 다음과 같다.
| 연도   | 승하차인원 | 승차인원 |
| ------ | ---------- | -------- |
| 2007년 | 36,992     | 17,587   |
| 2008년 | 36,803     | 18,375   |
| 2009년 | 35,964     | 18,132   |
| 2010년 | 35,732     | 18,011   |
| 2011년 | 36,595     | 18,227   |
| 2012년 | 37,252     | 18,742   |
| 2013년 | 36,293     | 18,896   |
| 2014년 | 37,860     | 19,611   |
| 2015년 | 40,454     | 20,522   |

## 역 주변
- 산조 명점가
- 마루야마 공원
- 지온인
- 게이한산조 레스트 컴플렉스 교엔
- 데라마치 상점가
- 신쿄고쿠 상점가
- 게이한산조 포렴가
- 지하 콩코스
- 폰토초 가무 훈련장
- 교토 산조 대교 우체국
- 히가시야마 경찰서 산조오하시히가시 파출소

### 버스 터미널
지하 대합실과 에스컬레이터와 계단으로 연결되는 상업 시설 "KYOUEN"을 둘러싸고 버스 정류장이 설치되어 있다. 게이한 버스(산조케이한 정류장) 및 교토 시 교통국 버스와 교토 버스(산조케이한마에 정류장)이 운행되고 있다.

#### 역명
지하철 개통 전부터 버스 정류장의 명칭과 지역명으로서 "산조케이한"로 불린다.
"산조케이한"은 주변의 지명이 아닌 교토와 오사카를 연결하는 게이한 본선 및 교토와 오쓰를 연결했던 게이신 선과의 환승역이며, 게이한 교토 시내의 터미널 역이기도 하다.

## 사진

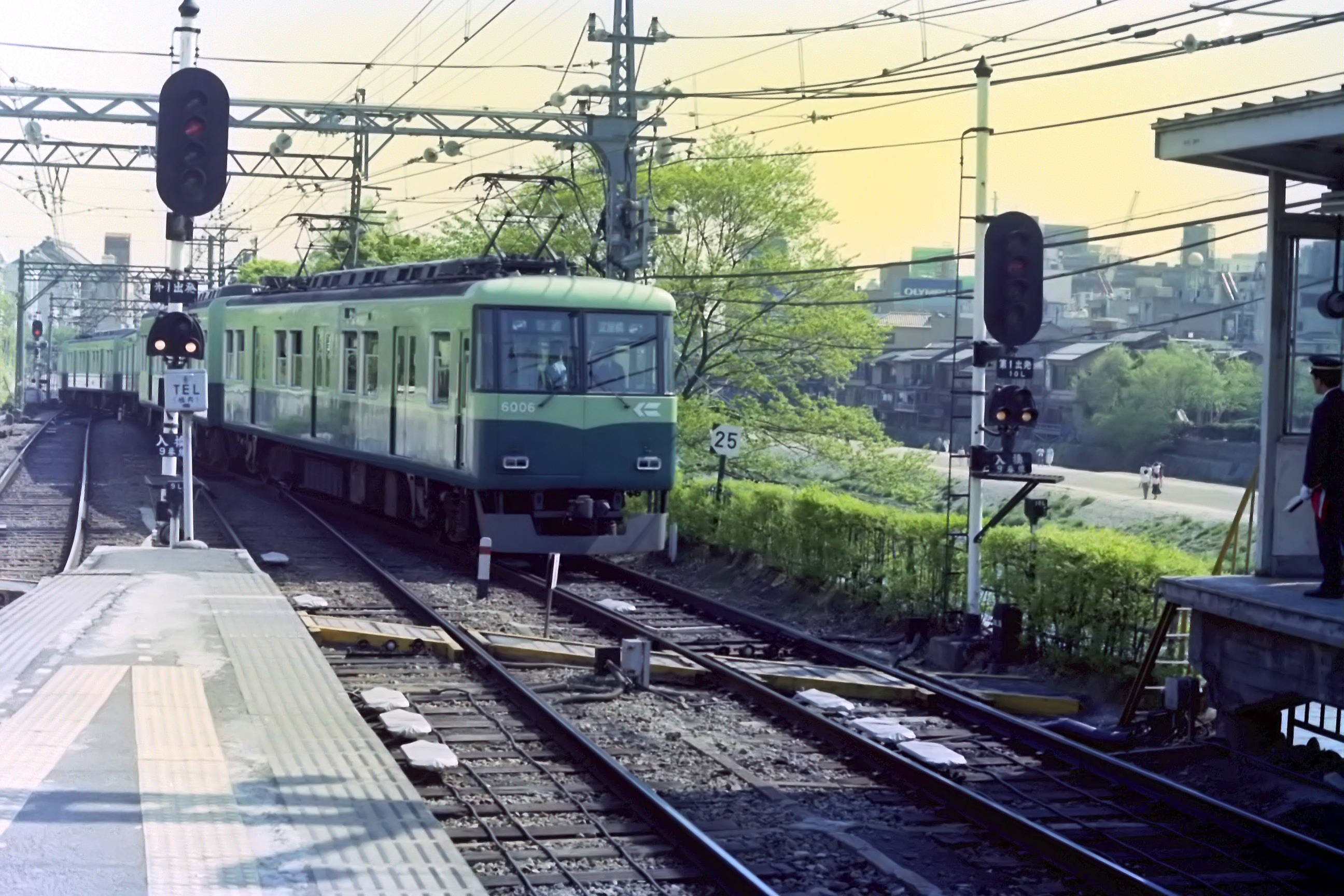
1987년의 산조 역
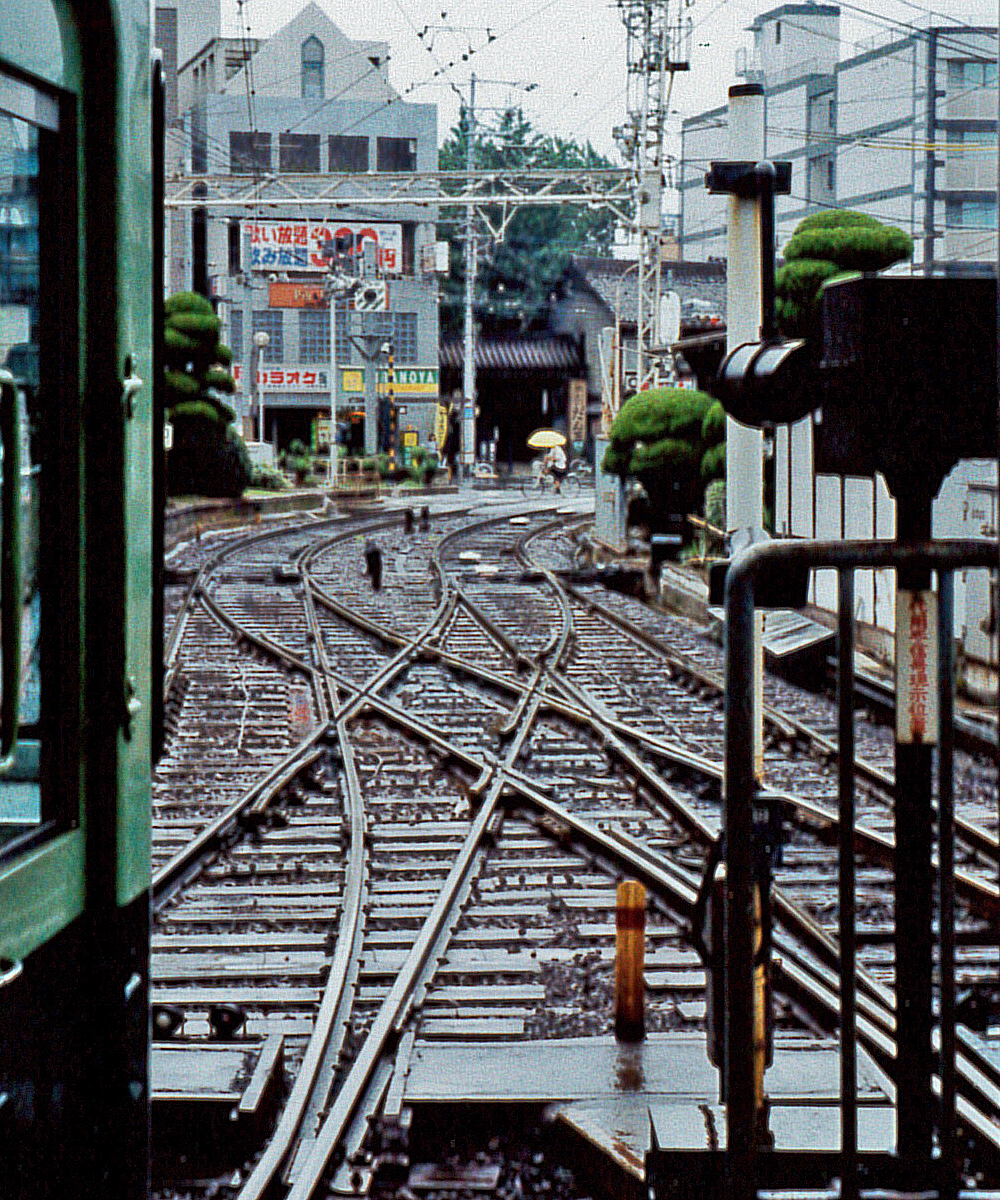
지상역 시절의 게이신 선 승강장에서 보이는 산조도리
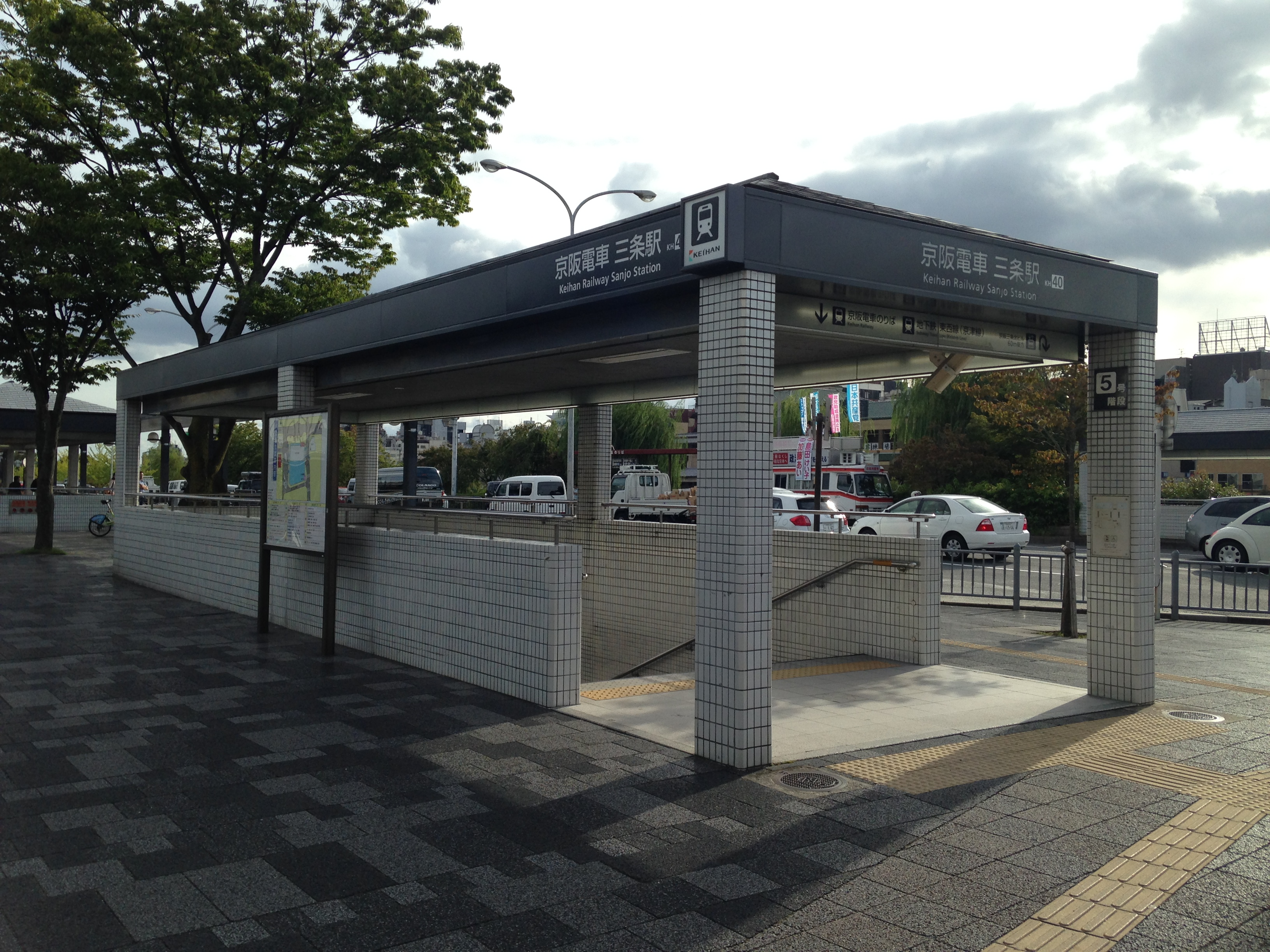
5번 출입구
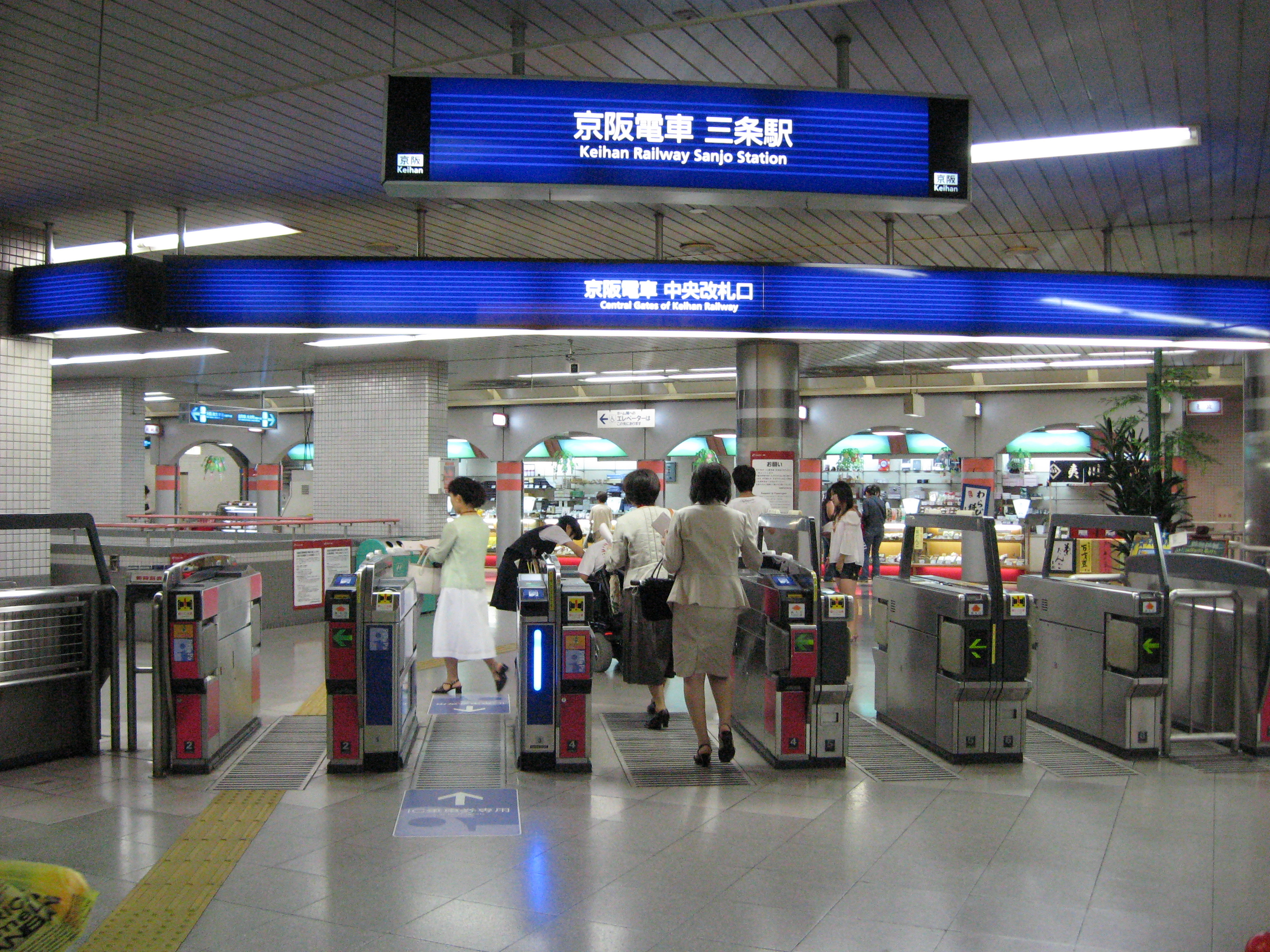
지하역사 개찰구
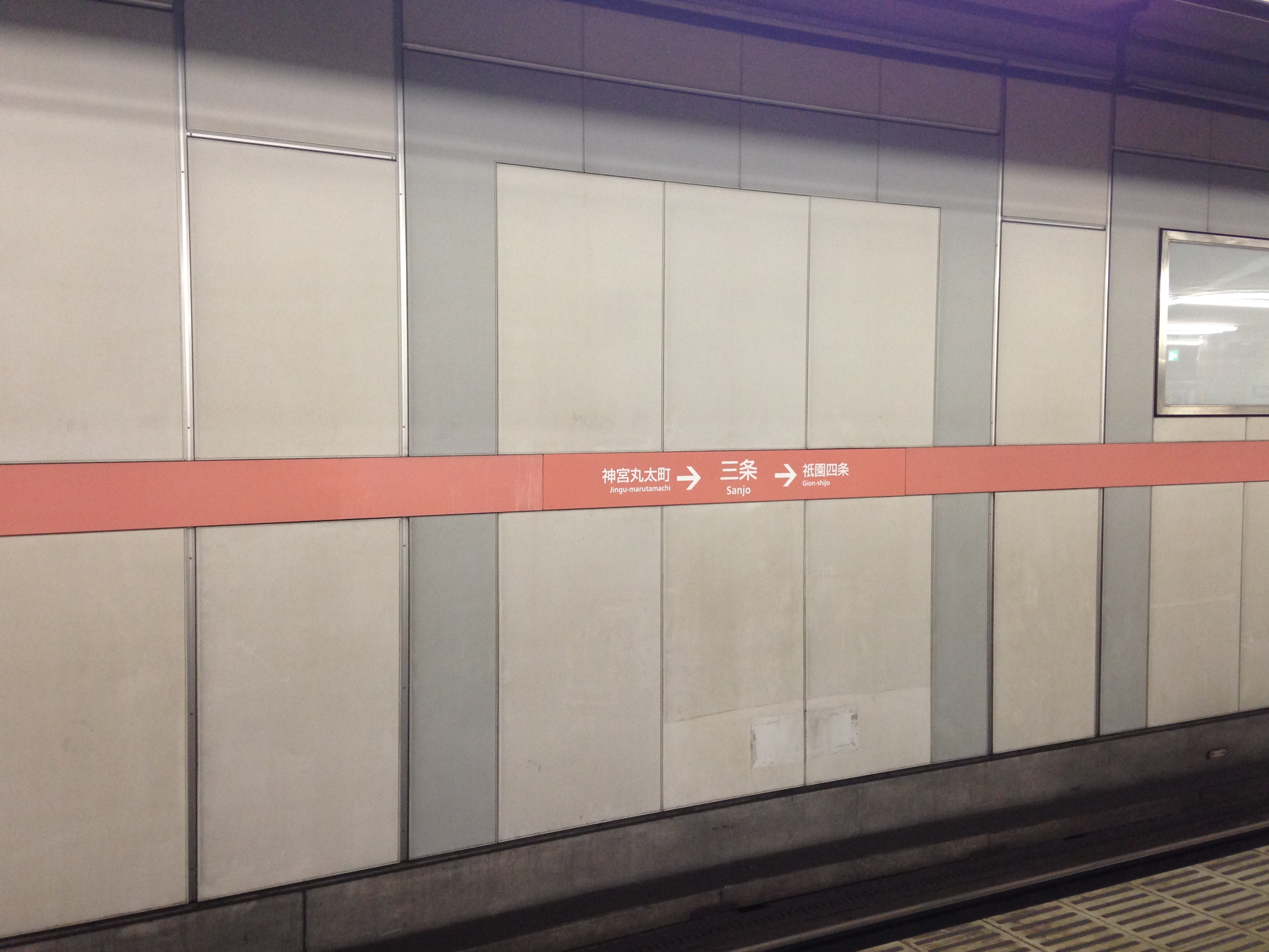
역명판 (벽면)

## 인접역
| 게이한 전기철도 ■ 게이한 본선・오토 선    | 게이한 전기철도 ■ 게이한 본선・오토 선                | 게이한 전기철도 ■ 게이한 본선・오토 선 |
| ----------------------------------------- | ----------------------------------------------------- | -------------------------------------- |
| KH39 기온시조 요도야바시 방면             | ■ 쾌속 특급 ■ 특급 ■ 쾌속 급행                        | 데마치야나기 KH42 데마치야나기 방면    |
| 게이한 전기철도 ■ 게이한 본선・오토 선    |                                                       |                                        |
| KH39 기온시조 요도야바시・나카노시마 방면 | ■ 통근 쾌급 (평일 하행선만 운행)                      | 데마치야나기 KH42 데마치야나기 방면    |
| 게이한 전기철도 ■ 게이한 본선・오토 선    |                                                       |                                        |
| KH39 기온시조 요도야바시・나카노시마 방면 | ■ 급행 ■ 통근 준급 (평일 하행선만 운행) ■ 준급 ■ 보통 | 진구마루타마치 KH41 데마치야나기 방면  |